# Сиротин, Сергей Александрович
Сергей Александрович Сиротин (родился 22 мая 1973, Горький, СССР) — российский музыкант, композитор, создатель проекта Golden Light Orchestra, исполнитель чил-аут и эмбиент музыки.

## Биография
Композитор инструментальной музыки Сергей Сиротин родился 22 мая 1973 года в городе Горький (Нижний Новгород). В возрасте двух лет переехал с родителями в Ижевск. В 7 классе увлекся музыкой и стал заниматься самообразованием — изучением нотной грамоты и различных инструментов. Большой опыт получил, играя в школьном ВИА, начиная с бас-гитары и позже освоил клавишные и соло гитару.
После школы поступил на оркестровое отделение училища культуры и успешно его окончил. В 1990 году организовал свою собственную студию, которая занималась музыкальными проектами, изготовлением рекламной продукции и музыкальным оформлением радиостанций и телеканалов.
Новой вехой в творчестве Сергея был выпуск в 1994 году своего первого инструментального альбома «Touch» (рус. Прикосновение), который сопровождался презентацией и концертом. Впоследствии каждый год выпускался новый очередной альбом либо сборники с лучшими композициями (см. раздел «Дискография»). Сергей является создателем и лидером музыкального проекта «Golden Light Orchestra», популярного среди любителей инструментальной музыки — таких направлений, как чил-аут, эмбиент. Также он владелец звукозаписывающего лейбла «Relax Music Gallery». Его музыка продается во всех крупных интернет-магазинах.
Сергей написал уже более двухсот музыкальных композиций, которые вышли многотысячными тиражами по всему миру. В 2011 году вышел альбом «Новое и лучшее». Как говорит Сергей, это небольшой итог семнадцатилетней работы, в который вошли наиболее удачные композиции и несколько новых. В 2013 году вышел сингл «Magic Flight», о котором очень тепло отозвался композитор Александр Морозов, а также продюсерский центр Игоря Сандлера «Si Records» выпустил на DVD фильм «Живая душа. Александр Барыкин», который сопровождает музыка Сергея. В 2014 исполнилось 20 лет с момента выхода альбома «Прикосновение». Это событие озвучил актёр театра и кино Валерий Чигляев.
В 2015 году вышло несколько передач «Встреча с Сергеем Сиротиным» на радио «Воскресение». В 2016 году был выпущен сингл «Around The World», в поддержку которого был организован конкурс ремиксов на музыкальном портале PromoDJ при поддержке авторитетного жюри — Дидюля и DJ Feel. В 2018 году Сергей принял участие в юбилейных концертах Александра Морозова, которые состоялись на Кипре в Лимассоле и Пафосе. В 2019 году началось сотрудничество с телеведущим программы «Рожденные в СССР» Владимиром Глазуновым. В этом же году был выпущен совместный диск со стихами в прочтении Владимира и музыкальным сопровождением Сергея — «Стихи созидающие мир». А также был организован концертный тур по 10-ти городам России.

## Дискография

### Студийные альбомы
- 1994 — «Touch» (Audio CD)
- 1995 — «Road Album» (Audio CD)
- 1996 — «New Year’s Night» (Audio CD)
- 1997 — «Following Robert Miles» (Audio CD)
- 2002 — «Princess» (Audio CD)
- 2003 — «Crystal Rain» (Audio CD)
- 2004 — «The Sound Of Columbia» (Audio CD)
- 2007 — «Over The Clouds» (Audio CD)
- 2009 — «Remixes & Originals» (Audio CD)
- 2015 — «Lazy Mood On The Couch» (Audio CD)
- 2019 — «Стихи, созидающие мир» (Audio CD)
- 2021 — «The Best» (Audio CD)

### Прочие релизы
- 1998 — Серия дисков «Обработки народных песен»
- 1999 — Серия дисков «Обработки классической музыки»
- 2000 — Серия дисков «Романтическая музыка»
- 2011 — «Новое и лучшее» (Digital Release)
- 2013 — Сингл «Magic Flight» (Audio CD)
- 2016 — Сингл «Around The World» (Digital Release)
- 2020 — Сингл «Музыка без слов» (Digital Release)
- 2023 — Сингл «Galatea» Дидюля и Сергей Сиротин